# Fetitxisme del peu

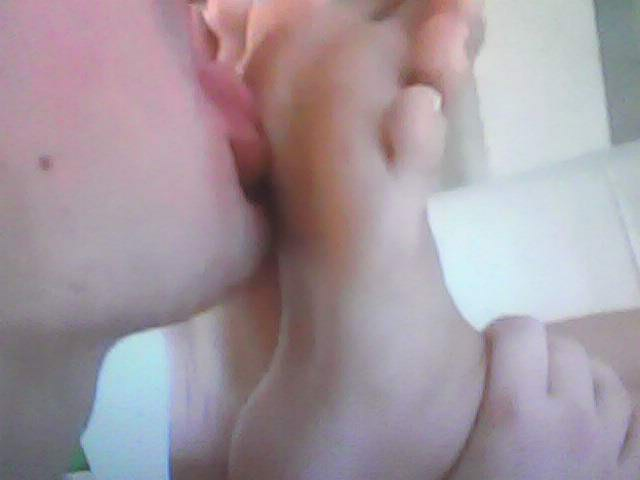
Fetitxisme del peu

El fetitxisme del peu és una parafília que consisteix en l'excitació sexual a través de la visió o el contacte directe amb els peus d'una altra persona.
Tot i no ser exactament el mateix, té molts punts de contacte amb el fetitxisme de sabates o calçat, molt estès en la seva vessant femenina amb les sabates de talons alts. En aquesta varietat el peu nu passa a un segon pla i el veritable fetitxe és la sabata.
El fetitxisme del peu té també molta relació amb les pràctiques de sadomasoquisme o dominació sexual en les que el submís o esclau llepa o adora els peus de la seva ama.

## Característiques
El fetitxisme dels peus ha estat definit com un interès sexual fort en els peus o el calçat. Freud considerava també l'embenat dels peus practicat pels xinesos com una forma de fetitxisme. Per a un fetitxista dels peus, els punts d'atracció són la forma i la mida dels peus (per exemple, els gruix i la llargada dels dits dels peus, l'alçada de l'arcs, la planta del peu, la llargada i el color de les ungles, peus petits), joies i anells als dits del peu, braçalets dels turmell, per exemple, els tractaments de pedicura francesa, l'estat de la vestimenta (per exemple, els peus descalços, sandàlies, vestits, mitjons o mitges de niló), l'olor, i qualsevol forma d'interacció sensorial, per exemple, llepar, besar, xuclar, pessigollejar, etc.